# District de Saint-Étienne
Le district de Saint-Étienne est une ancienne division territoriale française du département de Rhône-et-Loire de 1790 à 1795.
Il était composé des cantons de Saint Étienne, Bourg Argental, le Chambon, Firmini, la Fouillouse, Genest Malifaux, Maclas, Marles, Pelussin, Rivedegier, Saint Chamond et Sorbier.